# Termas romanas de Valentia

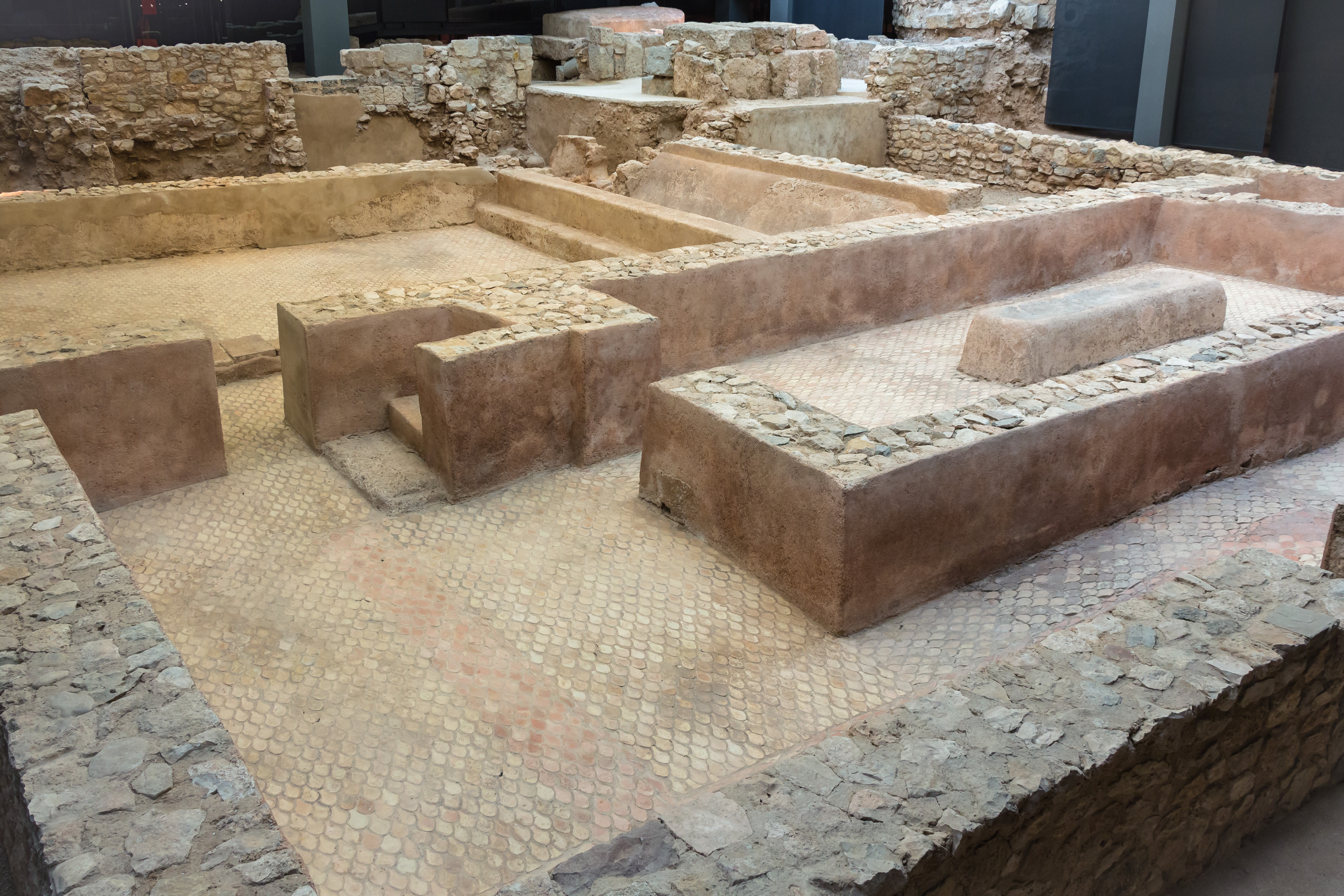
Termas romanas de la Almoina.

Las termas romanas de la ciudad romana de Valentia se localizan en el actual Museo de la Almoina, Valencia. Se trató de unos baños públicos construidos poco tiempo después de la fundación de la ciudad en el año 138 a. C. Los primeros restos aparecieron en el año 1976, siendo identificados como termas en 1990 por la SIAM.

## Descripción
Los restos arqueológicos muestran un edificio de planta rectangular orientado norte-sur y ocupaban una ínsula junto con diversas tabernae y oficinas públicas. El acceso a las termas de tipo porticado se localizaban en el cardo maximo, que atravesaba la ciudad en el eje norte-sur. Una vez atravesado el vestíbulo se accedía a las diferentes salas que conformaban el conjunto termal: apoditerium, tepidarium y caldarium. También disponía de letrinas y praefurnium. El praefurnium, conocido también como sala del horno, era la dependencia más meridional y de planta rectangular 8 x 4 m. En el centro se localizaba el horno y la cámara que contenía el depósito de agua caliente. Los materiales son de adobe, ladrillos trabados en seco y piedras.

## Funcionalidad
Las termas permitían a sus usuarios disfrutar de una sucesión de baños calientes, masajes y espacios para ejercicios gimnásticos. El primer paso tras atravesar el vestíbulo era ir al apoditerium o sala vestuario para desnudarse antes del baño. Esta sala podía tener nichos en las paredes donde acomodar la ropa y acceso a unas letrinas. Tras esta sala se dirigían al tepidarium, donde la temperatura era templada y había un banco central para sentarse y frotar el cuerpo con aceites y ungüentos. La sala se calentaba con unos braseros de bronce con brasas al rojo vivo. El siguiente paso era el baño caliente o caldarium, a unos 55 grados y una humedad elevada. Aquí con un raspador de metal se quitaban la suciedad del cuerpo. Todo el espacio estaba en penumbra permanente por la ausencia de ventanas que impidiesen la fuga del calor. Contiguo al caldarium se localizaba el praefurnium, donde los esclavos alimentaban el fuego de los braseros. En este espacio se localizaba el horno y se acumulaba la leña. Al finalizar el día el agua era evacuada de la bañera y mediante una canalización era vertida a la calle. Las termas romanas estaban divididas por sexos pero al no disponer los restos de una división clara se supone que podían reservar días para mujeres y para hombres.